# فلاديمير كرنيغ
فلاديمير ميخائيلوفيتش كرنيغ أو فلودمار فريدريك ميخائيل كرنيغ ((باللاتفية: Voldemārs Kernigs)‏، (بالروسية: Владимир Михайлович Керниг)، (بالألمانية: Woldemar Friedrich Michael Kernig)، (بالإنجليزية: Woldemar Kernig)‏) كان طبيبا باطنيا مشهورا ذو أصل روسي ألماني بلطيقي، أعماله أنقذت آلاف الناس من التهاب السحايا. كان رائدا في أعماله في التشخيص الطبي.
اشتهر بعلامة كرنيغ التي تحمل اسمه.